# Carlos Volante
(Dalla prefazione di Sidney Garambone su Os 11 Maiores Volantes do Futebol Brasileiro)
Carlos Martín Volante (Lanús, 11 novembre 1905 – Milano, 9 ottobre 1987) è stato un calciatore argentino, di ruolo centrocampista.

## Caratteristiche tecniche
(Federico Petriccione)
Anche se era noto in Argentina con il soprannome di Omnibus per la sua grinta, era un giocatore molto corretto, tanto da non essere mai stato ammonito o espulso durante la sua carriera in Argentina.

## Carriera

### Giocatore
Figlio di Luisa e Giuseppe Volante, emigranti alessandrini, aveva due fratelli calciatori, anche loro mediani di ruolo, Giuseppe e Giulio. Inizia la sua carriera nel Lanús. Nel 1931 approda in Italia, per vestire la maglia del Napoli, trasferimento per il quale El Gráfico scrive 
L'ingaggio accende la fantasia dei tifosi partenopei che accorrono per vederlo in carne ed ossa in un'esibizione in cui fungeva da arbitro; pur dimostrandosi combattivo sui campi resi pesanti dalla pioggia, la sua militanza è infelice e la squadra si piazza al nono posto. Veste poi le maglie del Livorno (con cui vince un campionato di Serie B) e del Torino, prima di passare in Francia, facilitato dall'aver sposato un'ereditiera milanese con parenti nel mondo della diplomazia.
Qui gioca con il Rennes dov'è finalista di Coppa di Francia, con il Olympique Lilla dov'è secondo in Division 1, ed infine con il CA Paris.
Durante il Campionato mondiale di calcio 1938 disputato proprio in Francia fu ingaggiato dal Brasile in qualità di massaggiatore. A causa della seconda guerra mondiale sceglie di abbandonare il vecchio continente e di trasferirsi in Brasile dove rimane fino al 1943 vestendo la maglia del Flamengo, grazie ai contatti stabiliti durante i mondiali francesi grazie ai contatti che il suo amico chitarrista Oscar Alemán aveva in quel paese.

### Allenatore
(Testimonianza della figlia Liliana)
Dopo il ritiro diventò allenatore, guidando in Brasile l'Internacional di Porto Alegre e le squadre di Salvador, Vitória e Bahia: con cui quest'ultima vinse il campionato brasileiro nel 1959 mentre in Argentina allenò il Lanus.
In Sudamerica, in suo onore il ruolo di centrocampista viene chiamato "volante", poiché il suo modo di giocare, di supporto ai difensori, era una novità nel calcio locale.

## Palmarès

### Club

#### Competizioni nazionali
- Campionato italiano di Serie B: 1

Livorno: 1932-1933
- Campionato Carioca: 3

Flamengo: 1939, 1942, 1943